# Between the Bars
"Between the Bars" is een nummer van de Amerikaanse singer-songwriter Elliott Smith. Het nummer werd uitgebracht als de vierde track op zijn album Either/Or uit 1997.

## Achtergrond
Between the Bars is geschreven en geproduceerd door Elliott Smith zelf. Het nummer is een van Smiths bekende en meest geluisterde nummers. Het nummer kreeg bekendheid nadat het werd gebruikt voor de soundtrack van de film Good Will Hunting. Het lied is enkele keren gecoverd; Madonna heeft meerdere keren een opname dat zij dit lied zingt verspreid. Zij verklaarde ook dat Between the Bars het nummer zou zijn dat zij zou willen hebben geschreven van de twintig jaar voor 2006.